# Valvola di Tebesio
La valvola di Tebesio (detta anche valvola del seno coronario) è una piega semicircolare dell'endocardio dell'atrio destro, che aggetta nell'ostio del seno coronarico.
La valvola presenta dimensioni estremamente variabili e può persino essere assente.
Può prevenire il reflusso di sangue nel seno coronarico durante la sistole atriale e può anche essere completa e cribriforme, ovvero perforata, permettendo in tal modo il flusso di sangue ma impedendo l'incannulazione del vaso.
Il nome si deve a Adam Christian Thebesius.